# Chiuza
Chiuza (en hongrois : Középfalva) est une commune du județ de Bistrița-Năsăud en Transylvanie (Roumanie).